# Initiale (lettre)
Pour les articles homonymes, voir Initiale.

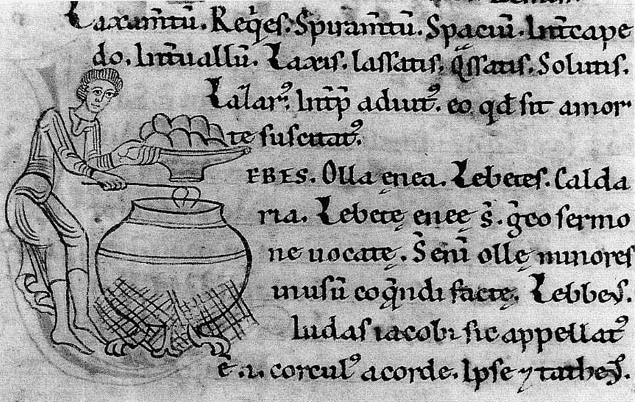
Manuscrit du XIIe s. Initiales en taille supérieure et proches de la capitale romaine

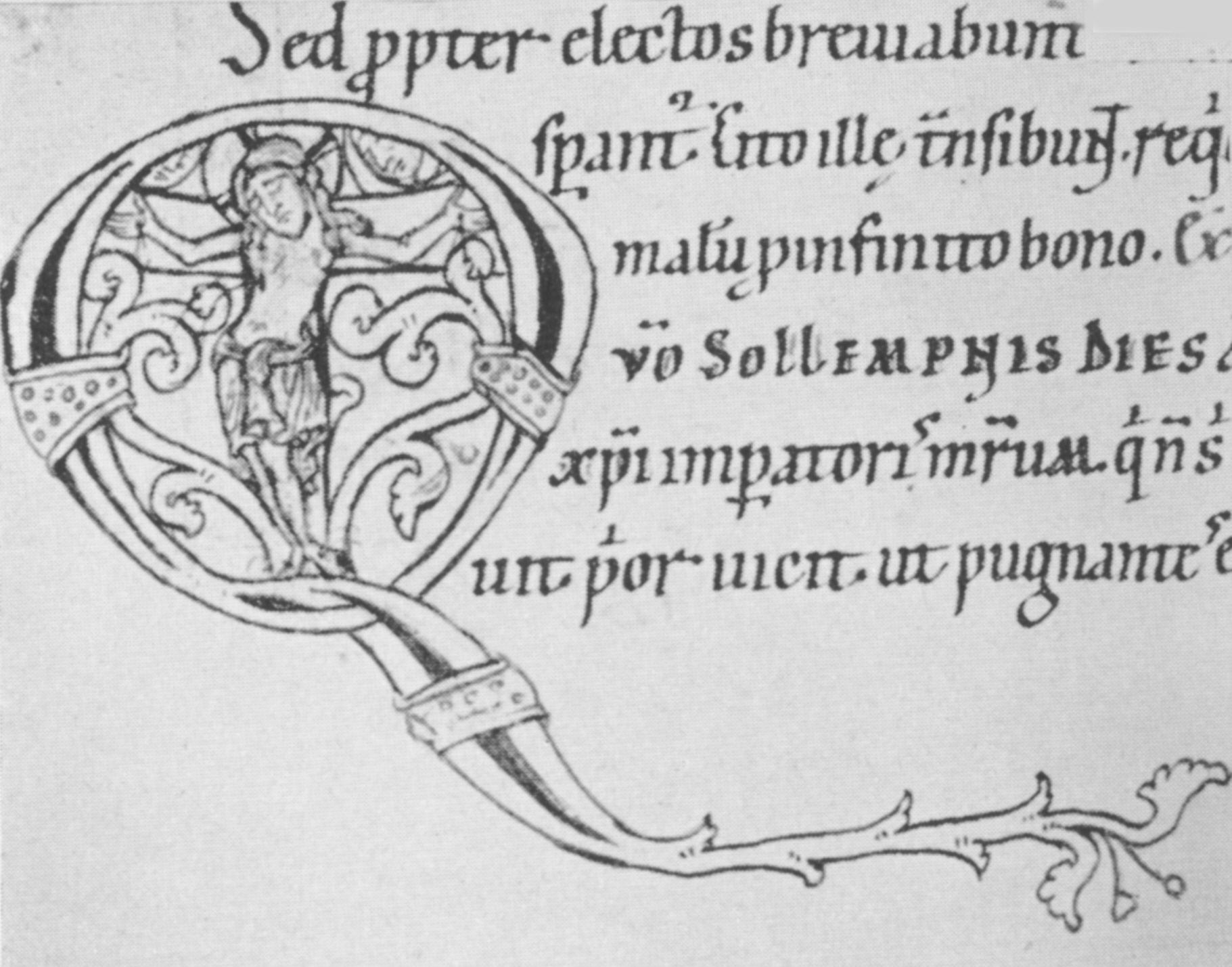
Augustinus codex, 1150 : initiale ornée : Crucifixion

Une initiale, abréviation de lettre initiale, est la première lettre d’un mot, d’une phrase ou d’un paragraphe de texte. Selon le type et l’époque d’écriture, l’initiale est souvent traitée différemment du reste du texte.
De nos jours, dans les écritures occidentales, l’initiale en début de phrase ou d’un nom propre, selon les règles de l’orthographe, est représentée par une majuscule qui, en typographie, est le plus souvent une capitale. Cependant, et notamment dans les typographies issues de lettres manuscrites et calligraphiques, il existe des lettres majuscules qui ne sont pas des capitales : leur emploi est réservé aux initiales.

Souvent ornée, l’initiale n’a de valeur qu’isolée, en tant que majuscule. Un usage exclusif de mots entiers en lettres majuscules est une aberration visuelle, répandue par l’ignorance et la facilité d’utilisation des typographies disponibles. Des règles détaillent les conditions d'emploi des majuscules, tant pour respecter l’orthographe que la typographie.

## Histoire

### Initiale bas de casse
L’écriture a très tôt adopté des formes différentes pour un même caractère selon sa position dans le mot. Il y a donc des formes initiale (début du mot), médiane (à l’intérieur de mot) et finale (dernière lettre) : c’est le cas pour la lettre s, la forme actuelle était réservée aux finales ; initiales et médianes étant représentées par le s long : ſ. La confusion avec le f a conduit à la disparition du s long. Disparue des écritures françaises et européennes en général, la distinction s’est maintenue dans les écritures germaniques, Fraktur, Kurrentschrift, Sütterlin, etc. Une initiale n’est donc pas nécessairement une majuscule.

### Initiale ornée
Dans les manuscrits, les initiales de début de texte ont été mises en valeur graphiquement, même avant que l’usage de la majuscule, par exemple pour les noms propres, ne se répande. La lettre était tracée dans une taille supérieure au reste du texte, dans une couleur ou un style différents. Puis, la lettre proprement dite a été ornée de motifs abstraits et de représentations, devenant une enluminure. Le premier exemple connu de lettre ornée remonte au VIe siècle. Au VIIIe siècle, on voit apparaître les animaux, les rinceaux de feuillages, les personnages et les « histoires », et au IXe siècle les dragons, monstres en tous genres, et une profusion d’histoires. Au XIVe siècle les initiales s’ornent des armoiries des possesseurs du livre.
En typographie, l’initiale d’un début de chapitre est mise en évidence par la lettrine : lettre d’un corps supérieur, prenant deux, trois (voire plus) lignes de hauteur sur le texte courant. Le premier mot comprenant l’initiale, après la lettrine, est composé en petites capitales.